# Horhusen (Adelsgeschlecht)

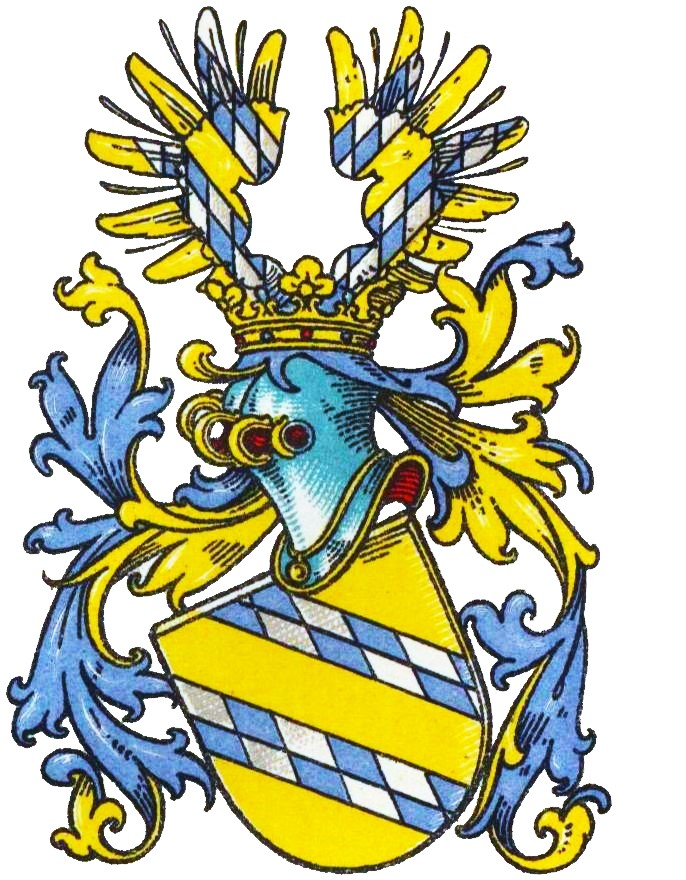
Wappen derer von Horhusen im Wappenbuch des Westfälischen Adels

Horhusen ist der Name eines erloschenen, noch 1444 in einem  Manuskript des paderbornischen Domscholasters Dietrich von Engelsheim genannten westfälischen Adelsgeschlechtes. Sie waren Ministeriale der Reichsabtei Corvey und später auch der Bischöfe von Paderborn. Ihr Stammsitz war das frühere Dorf Horhusen an der Diemel, ein Ortsteil der heutigen Stadt Marsberg im östlichen Sauerland.

## Geschichte
Die von Horhusen waren ursprünglich Edelherren. Da sie im Lauf der Zeit nicht mehr auskömmlich von ihrem Besitz leben konnten, stiegen sie in die Ministerialität des Klosters Corvey ab. Dieses hatte in der Gegend von Marsberg erhebliche Rechte und Besitzungen. Seit der Zeit um 1100 sind die Horhusen als comes Corveys nachweisbar. Sie dienten dem Stift als ministeriale Stadtgrafen mit der Funktion von Richtern in der Siedlung Horhusen. Ihren früheren Besitz hatten sie zuvor, so der Historiker und Archivar Manfred Wolf, dem Kloster aufgetragen und als Lehen zurückerhalten. Im Jahr 1227 wurden sie als ministerialis ecclesie nostre bezeichnet. Wolf nimmt auch entgegen der älteren Forschung an, dass sie Patronatsherren der mittlerweile verschwundenen St. Dionysiuskirche gewesen waren. Zeitweise hatten Angehörige der Familie auch das Amt eines Mundschenken des Klosters Corvey inne. Die Familie hatte ihre Burg in einem aus der Diemel und der Glinde gebildeten Landwinkel. Heute noch besteht der Name Burgstraße. An die Burg schlossen sich der Wirtschaftshof und die mit Wasserkraft betriebene Burgmühle an.
Später zerfiel das Geschlecht in zwei Linien. Die ältere, die im Besitz des Meierhofes in Horhusen war, hatten in ihrem Siegel zwei Schachtbalken. Die jüngere Linie führte im Siegel einen Löwen. Wahrscheinlich war die jüngere Linie außerhalb Horhusens angesiedelt.
Im 13. Jahrhundert traten die von Horhusen als Corveyer Burgmannen auf der Kugelsburg bei Volkmarsen in Erscheinung. Anfang des 14. Jahrhunderts übertrug ihnen der Kölner Erzbischof Wigbold von Holte die Burg Altenfels bei Brilon. Darüber hinaus standen einzelne Mitglieder der Familie in Dienst der Paderborner Kirche. 1471 gelangte die Burg auf dem Wartberch in Warburg durch Bischof Simon zur Lippe in die Hände des Johann von Horhusen.
Im Jahre 1335 ist ein Bodo von Horhusen als corveyscher Lehnsinhaber der „Kemenate“ (Burg Twiste) und des Amtshofes mit Meierei in Twiste bekundet; ein Johann von Horhusen verkaufte diesen Besitz mitsamt der dortigen Mühle, mit Einwilligung der Abtei, im Jahre 1440 an Werner von Sunreke (Sunrich) und dessen Frau Guste, und von diesen kaufte ihn im Jahre 1450 der hessische Landgraf Ludwig I. Ein Dietrich von Horhusen wurde etwa 1356 mit Gütern im Amt Twiste durch Graf Gottfried IV. von Arnsberg und das Kloster Corvey belehnt. Rund um Dalheim lebten Angehörige der Familie aus verschiedenen Linien.
Als ein Großteil der Einwohner von Horhusen um 1220 nach Obermarsberg zog, verlor das Stadtrichteramt an Wert und dadurch erlitt die Familie einen großen finanziellen Verlust. In der Folge kam es zum Abstieg der Familie, wie etwa am Verkauf von Gütern deutlich wird. Diese häuften sich im 14. Jahrhundert. Im 14. Jahrhundert besaßen die von Horhusen noch Grundbesitz u. a. in Leitmar und eine Mühle in Helminghausen, die sie 1325 dem Kloster Bredelar schenkten. Im Jahr 1330 verkaufte Ludolf von Horhusen schließlich den Haupthof an das Kloster Bredelar.
1525 übergaben sie auch den Zehnten von Bontkirchen an das Kloster Bredelar. Die Familie starb kurze Zeit später im Mannesstamm aus.

## Familienangehörige
- Elver I. "Albus" (der Weiße) von Horhusen ist der älteste bekannte Vertreter der Familie. Er wurde 1081–1106 erwähnt, war Stadtgraf des um 900 durch König Ludwig das Kind zum Marktsiedlung mit Münz- und Zollrechten erhobenen Dorfes (villa) Horhusen, des heutigen Niedermarsberg. Seine Frau Gertrud starb vor 1123.
- Bodo I. von Horhusen (* ca. 1077), sein Sohn, war 1113 Stadtgraf von Horhusen.
- Elver II. von Horhusen (* um 1105), dessen Sohn, wurde 1126–1149 erwähnt und erbte das Stadtgrafenamt.
- Dietrich II. von Horhusen (* um 1140) war 1176–1210 Graf von Horhusen. Sein Bruder Beringer von Horhusen übergab um 1201 seinen Grundbesitz an das zur Reichsabteil Covey gehörende Kloster Obermarsberg.
- Dietrich III. von Horhusen (* um 1180) war verheiratet mit Gertrudis von Pappenheim.
- Stephan von Horhusen (* 1173), ein Sohn Dietrichs II., wurde 1201–1246 als Ritter und Corveyer Ministeriale erwähnt. Er war mit Alverade von Dalwigk verheiratet und starb um 1246.
- Friedrich von Horhusen (* 1205), deren Sohn, wurde 1227–1269 erwähnt. Als Corveyer Ministraler war er Ritter und Burgmann auf der Kugelsburg und besaß mit Ludolf von Dalwigk das Präsentationsrecht für die Kapelle in Rhadern. Im Dienste des Paderborner Bischofs schlichtete er einen Streit des Klosters Gerden mit den Rittern von Pappenheim. 1269 gehörte er zu den Bürgen bei der Entlassung von Bischof Simon I. von Paderborn aus münsterscher Gefangenschaft. Mit seiner Frau Adele von Grove-Hamelspringe hatte er mindestens 5 Kinder.
- Konrad von Horhusen (* 1237) wurde 1237–1326 erwähnt und war Ritter und Burgmann auf der Burg Wartberch in Warburg. Er war mit Cunigunde von Westheim, Tochter Ulrichs II. von Westheim und Sophie von Padberg, verheiratet.
- Ludolf von Horhusen verzichtete 1281 auf seine Rechte am Hof und in der Mark von Holzhausen bei Twiste zugunsten des Klosters Volkhardinghausen.[5]
- Stephan II. von Horhusen, Konrads Bruder, war 1268 Ritter, 1286 Ratsmann zu Marburg, 1298 Burghauptmann zu Aldenfels und Amtmann zur Malsburg.

## Wappen
Das Familienwappen zeigt in Gold von Silber und Blau zweireihig geschachtete Zwillings-Schrägbalken. Es wurde 1936 auch als amtliches Wappen der Stadt Niedermarsberg verwendet.

## Weitere Namensträger
- Ruprecht von Horhusen, Abt von Corvey 1306–1336
- Johann von Horhusen, Ritter auf der Warburger Burg nach 1471